# Новоалтатка
Новоалтатка — село в Шарыповском районе Красноярского края. Административный центр Новоалтатского сельсовета.

## География
Село расположено в 30 км к северу от районного центра Шарыпово.

## История
Село основано во второй половине XIX века а левом берегу реки Алтат (Алтатка). Второе название села — Логуново.
В 1910 году относилось к Березовской волости.
В 1911 году в Новоалтатке было 88 дворов и жило 540 человек.
С 1924 года по 1965 год относилось к Березовскому району.
В 1981 году передана из состава Назаровского района в состав Шарыповского района.
В XX веке в селе находилась центральная усадьба совхоза «Алтатский».

## Население
| 1911 | 2010 |
| ---- | ---- |
| 540  | ↗828 |

Гендерный состав
По данным Всероссийской переписи населения 2010 года 382 мужчины и 446 женщин из 828 чел.

## Известные люди
В селе родилась народный учитель СССР Р. С. Овсиевская.